# ذكرى خراب الهيكل
في اليهودية، ذكرى خراب الهيكل المقدس تيشـْعاه بئاڤ (بالعبرية תשעה באב "التاسع من آب") هي يوم صيام وحداد على تدمير هيكل سليمان المقدس (الهيكل الأول) على يد البابليين كما يثبت التاريخ أيام الملك البابلي نبوخذناصر، وعلى تدمير هيكل هيرودوس (الهيكل الثاني) على يد الرومان أيام القيصر الروماني فسباسيان.
تحل الذكرى في التاسع من شهر آب/أغسطس حسب التقويم اليهودي، أي في نهاية شهر تموز/يوليو أو بداية شهر آب/أغسطس حسب التقويم الميلادي.
يبدأ الصيام في عشية اليوم عند غروب الشمس ويستغرق 25 ساعة تقريبا حتى منتصف اليوم التالي.
خلال ساعات الصيام يحظر الأكل والشرب والقيام بأي عمل يهدف إلى التمتع وهذه الموانع تختلف من بين اليهود السفارديم أو الأشكناز، ويتفق الجميع على أن يغلب طابع الحزن على حياتهم في هذا اليوم من عدم لبس الملابس الجديدة كما يجلسون على الأرض ويذهب البعض إلى لبس ما يشبه الصوف والجلوس على الأرض، ويتم في هذه الليلة قراءة سفر مراثي إرميا (איכה) ويقرؤون في صباح اليوم التالي في الكنيس قصيدة مرثية يتلونها بنغم حزين وتسمى كينوت (קינות )